# Aleksandr Lebziak
Aleksandr Borisowicz Lebziak (ros. Александр Борисович Лебзяк, ur. 15 kwietnia 1969 w Doniecku) – rosyjski bokser, trener pięściarski, mistrz olimpijski (2000), świata (1997) i Europy (1998, 2000) w wadze półciężkiej (81 kg) oraz medalista mistrzostw świata i Europy w wadze średniej (75 kg).

## Kariera amatorska

### Igrzyska olimpijskie
Lebziak trzykrotnie wystąpił na letnich igrzyskach olimpijskich. W 1992 roku w Barcelonie, reprezentując WNP, zajął 9. miejsce w turnieju wagi średniej (przegrał w II rundzie na punkty z Chrisem Byrdem), a cztery lata później w Atlancie uplasował się na 5. miejscu (przegrał w ćwierćfinale na punkty z Arielem Hernándezem). W 2000 roku w Sydney został mistrzem olimpijskim w wadze półciężkiej, pokonując kolejno:
- I runda: El Hadji Djibril (Senegal) RSC 3
- II runda: Danny Green (Australia) RSC 4
- ćwierćfinał: John Dovi (Francja) 16:11
- półfinał: Sergey Mihaylov (Uzbekistan) RSC 1
- finał: Rudolf Kraj (Czechy) 20:6

## Kariera zawodowa
Po zakończeniu amatorskiej kariery, w wieku 32 lat, we wrześniu 2001 roku stoczył swoją jedyną zawodową walkę (w wadze juniorciężkiej). Pokonał wtedy w Taszkencie przez TKO w 1. rundzie Amerykanina Stacy’ego Goodsona.

## Kariera trenerska
W 2002 roku został trenerem. W latach 2005–2008 był głównym szkoleniowcem bokserskiej reprezentacji Rosji. W grudniu 2008 został zastąpiony na tym stanowisku przez Nikołaja Chromowa.